# Schizymenium pleurogynum
Schizymenium pleurogynum là một loài Rêu trong họ Bryaceae. Loài này được (Mont.) Matteri miêu tả khoa học đầu tiên năm 1998.